# Crisis on Infinite Earths
Crisis on Infinite Earths (1985) va ser una sèrie limitada de 12 comic books, publicada per l'editorial DC Comics, amb guió de Marv Wolfman i dibuixat per George Pérez, Dick Giordano i Jerry Ordway.
Va ser el primer gran creuament del gènere de superherois en incloure pràcticament tots els personatges que l'editorial tenia en aquell moment. Va ser tan important perquè va reorganitzar totes les històries que la DC havia escrit i fins i tot va canviar les vides de molts personatges, fet que encara té conseqüències en la continuïtat de l'univers DC. Fins i tot s'arriba a distingir les versions "Precrisi" i "Postcrisi" dels personatges.
El seu èxit va servir per a reactivar els personatges, i reforçar la continuïtat de les històries.

## Les Terres infinites
Abans de la Crisi, els personatges de DC es repartien per una sèrie de Terres en universos paral·lels.
La finalitat de la saga era la d'unificar totes aquestes Terres, agrupant tots els personatges en un mateix univers (que després es denominaria "univers DC" o DCU). Per això, es va produir una catàstrofe còsmica que amenaçava de destruir tots els universos, i obligava a intervenir pràcticament a la totalitat dels personatges de l'editorial.

## Precedents
El primer precedent va ser una història clàssica del segon Flash (Barry Allen), en què viatjava a un univers paral·lel on coneixia la versió original del personatge, (Jay Garrick).
Prompte es va explicar que tots els personatges que havien estat publicats per DC durant l'Edat d'Or dels superherois (és a dir, abans del 1954), vivien en una mateixa terra paral·lela, a la que es va anomenar Terra-2, i els personatges publicats després d'aquella data vivien a Terra-1 (on viu el segon Flash). Com que hi havia personatges que s'havien publicat ininterrompudament des de l'Edat d'Or (com Superman i Batman), es van dividir les històries d'aquests personatges, i es va atribuir tot allò que havia ocorregut durant l'Edat d'Or a les versions de Terra-2, i allò que havia ocorregut durant l'Edat de plata a les de Terra-1.
Els escriptors van aprofitar la idea dels universos paral·lels per a crear-ne molts més. Alguns per motius narratius, com Terra-III, on els herois clàssics són en canvi supermalvats, o "Terra-Prima", que referiria al món real mitjançant metaficció. Altres van ser creades per a sumar personatges adquirits d'altres editorials, com la "terres" amb el Capità Marvel i els seus personatges relacionats (provinents de l'editorial Fawcett), la "Terra-X" amb els Freedom Fighters (provinents de l'editorial Quality), etc. Fins i tot s'utilitzava el recurs dels universos paral·lels per a justificar errors de continuïtat dient que les històries que no quadraven ocorrien en un univers paral·lel.
Tot açò va fer que el nombre de Terres paral·leles i personatges duplicats entre elles es multiplicara, i va donar origen al Multivers. Açò feia més difícil per als nous lectors saber quines coses li havien ocorregut a cada personatge.
Eventualment, el guionista Marv Wolfman i Len Wein van proposar a Dick Giordano, vicepresident de DC Comics, realitzar una producció titulada The History of DC Universe (La història de l'univers DC), que relatara en una forma concisa i ordenada tots els esdeveniments de la història de l'univers fictici de l'editorial. Açò, per descomptat, s'enfrontava al problema dels múltiples universos paral·lels. Aquest projecte després es va transformar en un altre orientat a reestructurar per complet l'univers DC, en el qual van començar a sumar-se tots els altres creatius de l'editorial. El seu nom va canviar a DC Universe: Crisi on infinite earths, i després al nom que finalment es va utilitzar.

## Història
La història comença en Terra-3, llar del Sindicat del Crim, que és destruïda, juntament amb tot el seu univers, per una gegantina onada d'antimatèria. Enmig de la destrucció apareix Pariah, un home que no pot morir i que és transportat contra la seua voluntat d'un univers a un altre per a veure la seua destrucció sense poder fer-hi res al respecte. Però enmig del caos, Lex Luthor, que en aquesta realitat és un heroi, i la seua esposa, Lois, col·loquen el seu fill Alexander en un prototip d'una nau espacial capaç de viatjar entre dimensions, amb la qual cosa sobreviu a la destrucció del seu món. Aquests esdeveniments estableixen una semblança deliberada amb el clàssic origen de Superman.
La destrucció de la Terra és vista a distància per Monitor i el seu ajudant Lyla, que intenten detenir-la. Seguint les instruccions de Monitor, Lyla es transforma en Harbinger, divideix el seu ésser en moltes parts i comença a reunir diversos herois i malvats: Solovar, Estel, Firebrand, Escarabat Blau, Arion, PsicoPirata, Firestorm, Killer Frost (que és manipulada per PsicoPirata per a estimar el seu enemic, Firestorm), Superman de Terra-2, Obsidian, Green Lantern (John Stewart), Psimon, Dr. Polaris, Cyborg i Geoforça; i els reuneix al satèl·lit de Monitor.
A la Terra, mentrestant, comencen a tenir lloc anomalies temporals, i Batman se sorprèn en veure enmig d'una baralla amb el Joker un "fantasma" de Flash, que demana desesperadament ajuda i després es desintegra davant els seus ulls.
Monitor va col·locar unes quantes torres en diversos mons i èpoques, enviant els que va reclutar a protegir-les. Superman, Solovar i Estel defensen la torre ubicada en el futur que habita Kamandi. Arion, Obsidian i PsicoPirata, una a l'Atlàntida d'Arion. Geoforça, Dr. Polaris i l'Escarabat Blau s'encarreguen de la que es troba a Markovia, durant plena Segona Guerra Mundial. Cyborg, Green Lantern, Psimon i Firebrand tenen la pròpia en una cova del Llunyà Oest. Firestorm i Killer Frost en defensen una altra a l'edat mitjana. Totes les torres són atacades per unes misterioses ombres.
PsicoPirata desapareix de sobte de l'Atlàntida, segrestat per Antimonitor. Flash també és segrestat per ell. Harbinger, amb la seua personalitat dominada per una de les ombres i esclavitzada a Antimonitor sense poder evitar-ho, espera que li ordenen matar Monitor, sense saber que Monitor està ben al corrent del que li ocorre. Monitor va rescatar Alexander Luthor, que, a causa del seu pas per l'espai vibracional, es va transformar en un ésser únic format tant de matèria com d'antimatèria; i que a més va experimentar un creixement accelerat.
El mur d'antimatèria que destrueix els universos apareix prompte en tots els llocs amb les torres, i també en quasi tots els altres llocs de Terra-1 i Terra-2. Fins i tot apareix en Terra-6, un univers sense duplicats, on arriba Pariah i salva un dels seus habitants, Lady Quark.
Monitor crea una nova Doctora Llum, i rep l'arribada de Pariah, qui veu com dirigeix una forma de resistència contra l'antimatèria. Però just llavors Harbinger assassina Monitor. No obstant això, Monitor ja sabia el que ocorreria i havia preparat les coses de manera que quan morira es creara un univers provisional, que contindria les terres al seu interior. A aquestes se'n sumen 3 més, Terra-S, Terra-X i Terra-4.
Harbinger, Luthor i Pariah reuneixen els dos Superman, el capità Marvel, l'Oncle Sam, l'Escarabat Blau (representants de les 5 terres) i a Lady Quark (d'una terra ja destruïda) i els expliquen l'origen de la crisi. Antimonitor hauria estat creat accidentalment per Krona, un Oan que va intentar albirar l'inici de la creació però que amb les seues accions hauria donat origen al Multivers i l'univers de matèria negativa. Juntament amb Antimonitor va nàixer també Monitor, i ambdós es van enfrontar i es van derrotar mútuament. Antimonitor va ser despertat (i en fer-ho, també Monitor) per Pariah, qui, cercant el mateix que Krona, va destruir accidentalment el seu univers, el lloc del qual va ser ocupat pel negatiu. Antimonitor va descobrir així que destruint universos positius el seu poder augmentava.
Es recluta un grup dels herois més poderosos: els dos Superman, la Dona Meravella (de Terra-1), Supergirl, Firestorm, el Detectiu Marcià, capità Marvel, Lady Quark, Captain Atom, el Raig, Jade, Green Lantern de Terra-2, Mon-El, Wildfire i Dr. Light, amb els quals entren a l'univers negatiu. Allí destrueixen les màquines d'Antimonitor, tot i que Supergirl mor en enfrontar-se amb ell.
Després, Flash aconsegueix alliberar-se de la seua captivitat i amb la seua velocitat porta Psicopirata davant tots els rellamps d'Antimonitor, i hi genera un desig d'atacar el seu amo. Açò permet a Flash mantenir-lo ocupat i entrar al canó d'Antimatèria que construïa l'Antimonitor, al qual aconsegueix destruir amb la seua velocitat. En fer-ho, corre tan de pressa que es mou pel temps i es manifesta breument en altres llocs, i finalment es desintegra.
Creient que Antimonitor estava derrotat, Brainiac i Lex Luthor reuneixen tots els supermalvats que hi ha i conquereixen les terres. Els herois els combaten per tot arreu, fins que l'Espectre es manifesta i anuncia a tots que Antimonitor encara viu i que cerca destruir la realitat en l'inici del temps. Els supermalvats viatgen a Oa en el passat per a impedir l'experiment de Krona, i els herois viatgen a l'inici del temps a enfrontar-se a Antimonitor. Allí, l'Espectre inicia el seu combat amb ell fins al big-bang, que finalment dona origen no al multivers sinó a un únic univers.
Aquest univers combina aspectes de totes les terres, i té la seua pròpia història. Amb el renaixement de l'univers, tots els esdeveniments de la Crisi van quedar esborrats de la història, i només els coneixen els qui van estar en el principi del temps, fora de la dita reestructuració. Inclusivament, molts d'ells com Superman o Robin de l'antiga Terra-2 es converteixen en paradoxes, ja que en la nova terra mai van existir.
Antimonitor ataca una vegada més, i atrapa la Terra dins de l'univers negatiu. Les seues ombres ataquen tot el planeta alhora, i alguns herois hi fan front mentre que els més poderosos acudeixen a Qward per enfrontar-se a Antimonitor. Després de derrotar-lo, mouen la Terra un altre cop a l'univers positiu, però mentre ho fan Antimonitor es desperta una vegada més. Només Superman de Terra-2, Superboy i Alexander Luthor es queden per a enfrontar-se amb ell, i entre els tres i una ajuda des de lluny de Darkseid, finalment el destrueixen per complet. Alexander revela a Superman que sabia com es reestructurarien les terres, i que va preservar la Lois Lane de Terra-2 en una dimensió de butxaca abans d'eixir a l'inici del temps. Els quatre se'n van llavors a aquella dimensió.

## Conseqüències
- Es van crear nous personatges i molts altres van morir. Així destaca les morts del segon Flash (Barry Allen) i la de Supergirl original. No obstant això, d'alguns dels personatges morts es van crear noves versions en el nou univers
- Va quedar un únic univers basat principalment en els 5 principals. Els altres van ser esborrats per complet.
- Encara que alguns personatges van tenir canvis mínims, altres van canviar completament, i van arribar fins i tot a reescriure's completament la seua història.

## Univers Postcrisi
L'univers DC va ser reescrit majoritàriament amb molts personatges reformulats. Entre els canvis més notables, a més de l'existència d'un únic univers, es poden esmentar els següents.
- Superman passa a ser l'únic sobrevivent del planeta Krypton
- Superman i la Dona Meravella ja no són considerats membres fundadors de la Lliga de la Justícia
- No es considera que Superman, Batman ni la Dona Meravella hagen existit com a súperherois durant la Segona Guerra Mundial
- El rol de Flash passa a ser ocupat per Wally West, que fins llavors havia estat Kid-Flash, a causa de la mort de Barry Allen
- La Societat de la Justícia, en compte d'herois d'un univers paral·lel, passen a ser herois més antics que els altres.
- S'altera l'origen de Jason Todd (el segon Robin): en compte d'un orfe d'un circ, passa a ser el fill d'un perdonavides assassinat per Dues Cares

### Errors de continuïtat
La sèrie va generar també una gran quantitat d'errors de continuïtat, la major part consistents en aparicions de personatges Precrisi després d'aquesta, o de mencions de successos que aquesta havia deixat fora de continuïtat. Així mateix, a pesar de la situació plantejada en els números 11 i 12 de la sèrie, en la continuïtat posterior es planteja que cap personatge, ni tan sols aquells presents en l'inici del temps, recordaven la Crisi.
A més, altres errors que es van generar van ser per exemple:
- Atès que Superman comença la seua carrera ja com a adult, no hauria existit Superboy. Però com que no ho fa, s'afecta l'origen de la Legió de Superherois
- No existint més sobrevivents de Krypton que Superman, no s'explica tampoc l'existència en el segle XXX d'Andròmeda i Mon-El, de sang kryptoniana.
- Barry Allen va morir sense haver deixat descendència, però en segle XXX existien els Bessons Tornado, de la família Allen.

Nota: després de la Crisi, la mort de diversos personatges va ser ignorada, ja que una gran part han tornat a aparèixer.
Al cap d'algun temps, es va publicar una altra història, Zero Hour, que tornava a alterar la continuïtat dels personatges, encara que les seues conseqüències no van ser tan dràstiques.
Anys després, DC va decidir recuperar els universos paral·lels, per a la qual cosa Mark Waid va idear l'anomenat Hipertemps (conjunt de tots els Multiversos possibles) en què estan inclosos tant l'univers DC actual com el Multivers DC anterior a les Crisis (que, d'aquesta manera, mai no hauria sigut realment destruït, només ocultat). Segons declaracions dels qui en aquell moment eren els responsables de l'editorial, la pèrdua dels universos paral·lels era excessiva, i consideraven innecessàries les Crisis.